# Petăr Stojanov
Petăr Stefanov Stojanov (in bulgaro Петър Стефанов Стоянов?; Plovdiv, 25 maggio 1952) è un politico bulgaro, presidente della Repubblica di Bulgaria dal 1997 al 2002.

## Biografia
Stojanov è nato a Plovdiv il 25 maggio del 1952. Si laureò all'Università di Sofia in giurisprudenza ed ha esercitato a Plovdiv la professione di avvocato. Nel 1996 vinse le elezioni presidenziali come candidato dell'Unione delle Forze Democratiche. Ebbe più voti del candidato socialista Ivan Marazov e del candidato del Blocco d'Affari Bulgaro Georgi Gančev, al primo turno. In seguito sconfisse Marazov al ballottaggio. Al primo turno delle elezioni presidenziali del 2001 arrivò al secondo posto, ricevendo il 34,9% dei voti, mentre il candidato risultato primo fu Georgi Părvanov, con il 36,3%. Stojanov perse il seguente ballottaggio acquisendo il 46,7% dei voti. Dopo aver lasciato la carica si ritirò dall'attività politica.
In seguito però, Stojanov si ripresentò sulla scena politica. Nel 2005 venne eletto membro della 40ª assemblea nazionale. Dopo gli scarsi risultati dell'Unione delle Forze Democratiche alle elezioni (8,4% dei voti e 20 dei 240 seggi) si rivoltò contro il leader del partito Nadežda Mihajlova e criticò contro la sua politica. Il 1º ottobre 2005 alla conferenza nazionale dell'UFD venne eletto presidente.
Alle prime elezioni europee in Bulgaria del 20 marzo 2007, Stojanov, che guidava la lista, non riuscì ad essere eletto, dato che l'UFD mancò dell'1% il limite elettorale del 5.66%. Ciò portò alle sue dimissioni da presidente dell'UFD.

## Carriera
- 1976: laurea in legge all'Università di Sofia "San Clemente di Ocrida".
- 1978 - 1990: svolge la professione di avvocato.
- 1990: portavoce dell'Unione delle Forze Democratiche (UFD) a Plovdiv.
- 1992: deputato ministro della giustizia nel primo governo non comunista dal 1944.
- 1993: si dimette dall'incarico dopo la caduta del governo dell'UFD.
- Maggio 1993: presidente del Consiglio Legale dell'UFD.
- 1994: eletto membro della 37ª Assemblea Nazionale. Deputato presidente del Gruppo parlamentare UFD. Deputato presidente della Commissione parlamentare sulla gioventù, gli sport ed il turismo.
- 1995: deputato presidente dell'UFD responsabile della politica interna.
- 1º giugno 1996: dopo aver vinto le elezioni primarie con il 66 % degli 870.000 voti Stojanov viene nominato candidato presidenziale dell'Unione delle Forze Democratiche.
- 3 novembre 1996: viene eletto presidente della Repubblica di Bulgaria, con 2.502.517, ossia il 59,73%.
- 19 gennaio 1997: giura come presidente.
- 22 gennaio 1997: inizia la sua carica.
- 2005: viene eletto membro della 40ª Assemblea Nazionale. Membro del Comitato d'Integrazione Europea. Membro del Comitato per gli Affari d'Amministrazione Statale.
- 1º ottobre 2005: eletto presidente dell'Unione delle Forze Democratiche.
- 22 maggio 2007: si dimette dalla presidenza dell'Unione delle Forze Democratiche.

## Vita privata
Stojanov parla inglese e tedesco. È sposato ed ha un figlio, nato nel 1979, ed una figlia, nata nel 1990.